# Бендер Абас
Бендер Абас (перс. بندر عباس) је град и лука у провинцији Хормозган и уједно представља њено административно седиште. Налази се на јужној обали Ирана, у Персијском заливу и има значајни стратешки положај. У Бендер Абасу налази се главна база Иранске ратне морнарице. Према попису из 2006. у граду је живело 379.301 становника.

## Становништво
Према попису, у граду је 2006. живело 379.301 становника.
| 1986.   | 1991.   | 1996.   | 2006.   |
| ------- | ------- | ------- | ------- |
| 201.642 | 249.504 | 273.578 | 379.301 |